# サラ・ダニウス
サラ・ダニウス（Sara Maria Danius、1962年4月5日 - 2019年10月12日）は、スウェーデンの文学者。 ウプサラ大学文学部教授。

## 経歴
ウプサラ大学、デューク大学でPh.Dを取得。研究対象はマルセル・プルースト、ギュスターヴ・フローベール、ジェイムズ・ジョイス等。
2013年、ノーベル文学賞の選考機関であるスウェーデン・アカデミーの会員に選出され、2015年に同アカデミー初の女性事務局長となった。2017年11月に他のアカデミー会員の夫によるセクハラ問題をダーゲンス・ニュヘテル紙が報道し、その騒動のさなか、2018年4月12日に辞任した。2014年から乳癌を罹患し、2019年に死去した。